# Iridana bwamba
Iridana bwamba är en fjärilsart som beskrevs av Henry Stempffer 1964. Iridana bwamba ingår i släktet Iridana och familjen juvelvingar. Inga underarter finns listade i Catalogue of Life.